# ماتشيكو هاسيجاوا
ماتشيكو هاسيغاوا (30 يناير 1920-27 مايو 1992)، فنانة مانغا يابانية وواحدة من أوائل فناني المانجا. بدأت شريطها الهزلي الخاص بها (سازايه-سان) في عام 1946 ووزع الشريط على مستوى البلاد عبر صحيفة أساهي في عام 1949، واستمر عرض الشريط يوميًا حتى قررت التقاعد في فبراير 1974. طُبعت جميع رسومها الهزلية في اليابان على شكل كاريكاتيرموجز. بحلول منتصف التسعينيات، كانت هاسيغاوا قد باعت أكثر من 60 مليون نسخة في اليابان وحدها.

## روابط خارجية
- ماتشيكو هاسيجاوا على موقع IMDb (الإنجليزية)
- ماتشيكو هاسيجاوا على موقع قاعدة بيانات الفيلم (الإنجليزية)
- ماتشيكو هاسيجاوا على موقع ANN person (الإنجليزية)